# Баландино (Ленинградская область)
Баландино — деревня в Пашском сельском поселении Волховского района Ленинградской области.

## История
Деревня Баландина упоминается на карте Санкт-Петербургской губернии Ф. Ф. Шуберта 1834 года.

БАЛАНДИНО — деревня принадлежит титулярному советнику Головину, число жителей по ревизии: 20 м. п., 20 ж. п.. (1838 год)

Деревня Баландина отмечена на карте Ф. Ф. Шуберта 1844 года.

БАЛАНДИНА — деревня поручика Николая Головина, по просёлочной дороге, число дворов — 7, число душ — 17 м. п. (1856 год)

БАЛАНДИНА — деревня владельческая при реке Паше, число дворов — 7, число жителей: 18 м. п., 27 ж. п. (1862 год)

Согласно карте из «Исторического атласа Санкт-Петербургской Губернии» 1863 года деревня называлась Баландина.
В 1881 году временнообязанные крестьяне деревни выкупили свои земельные наделы у В. А., А. Н. и П. Н. Головиных и стали собственниками земли.
Согласно епархиальным данным 1899 года деревня относилась к приходу церкви Рождества Христова Пашского погоста Новоладожского уезда в Надкопанье.
В конце XIX — начале XX века деревня административно относилась к Доможировской волости 3-го стана Новоладожского уезда Санкт-Петербургской губернии.
По данным «Памятной книжки Санкт-Петербургской губернии» за 1905 год деревня Баландино входила в состав Устеевского сельского общества.
В 1917 году деревня входила в состав Доможировской волости Новоладожского уезда.
С 1917 по 1923 год деревня Баландино входила в состав Устеевского сельсовета Пашской волости.
С 1923 года в составе Ручьянского сельсовета Волховского уезда.
С 1924 года в составе Пашского сельсовета.
С 1927 года в составе Пашского района. В 1927 году население деревни Баландино составляло 138 человек.
Согласно карте Ленинградской области Северо-западного аэрогеодезического треста ГГУ издания 1932 года деревня насчитывала 11 дворов.
По данным 1933 года деревня Баландина входила в состав Пашского сельсовета Пашского района Ленинградской области.

Деревня Баландино на карте РККА 1940 года

С 1955 года в составе Новоладожского района.
В 1958 году население деревни Баландино составляло 97 человек.
С 1963 года в составе Волховского района.
По данным 1966 и 1973 годов деревня называлась  Баландина и входила в состав Пашского сельсовета Волховского района.
По данным 1990 года деревня называлась Баландино и также входила в состав Пашского сельсовета.
В 1997 году в деревне Баландино Пашской волости проживали 12 человек, в 2002 году — 14 человек (русские — 93 %)
В 2007 году в деревне Баландино Пашского СП — 8, в 2010 году — 10.

## География
Деревня расположена в северо-восточной части района близ автодороги 41К-021 (Паша — Часовенское — Кайвакса).
Расстояние до административного центра поселения — 17 км.
Расстояние до ближайшей железнодорожной станции Паша — 5 км.
Деревня находится на левом берегу реки Паша.

## Демография
| 1838 | 1862 | 1997 | 2002 | 2007 | 2010 | 2012 |
| ---- | ---- | ---- | ---- | ---- | ---- | ---- |
| 40   | ↗45  | ↘12  | ↗14  | ↘9   | ↗10  | ↗15  |
| 2017 |      |      |      |      |      |      |
| →15  |      |      |      |      |      |      |

### Национальный состав
Согласно данным Всероссийской переписи населения 2021 года в деревне проживали 9 человек, все русские.

## Улицы
Радужная, Хвойная.